# 拉默河
53°16′35.25″N 9°28′21.75″E / 53.2764583°N 9.4727083°E

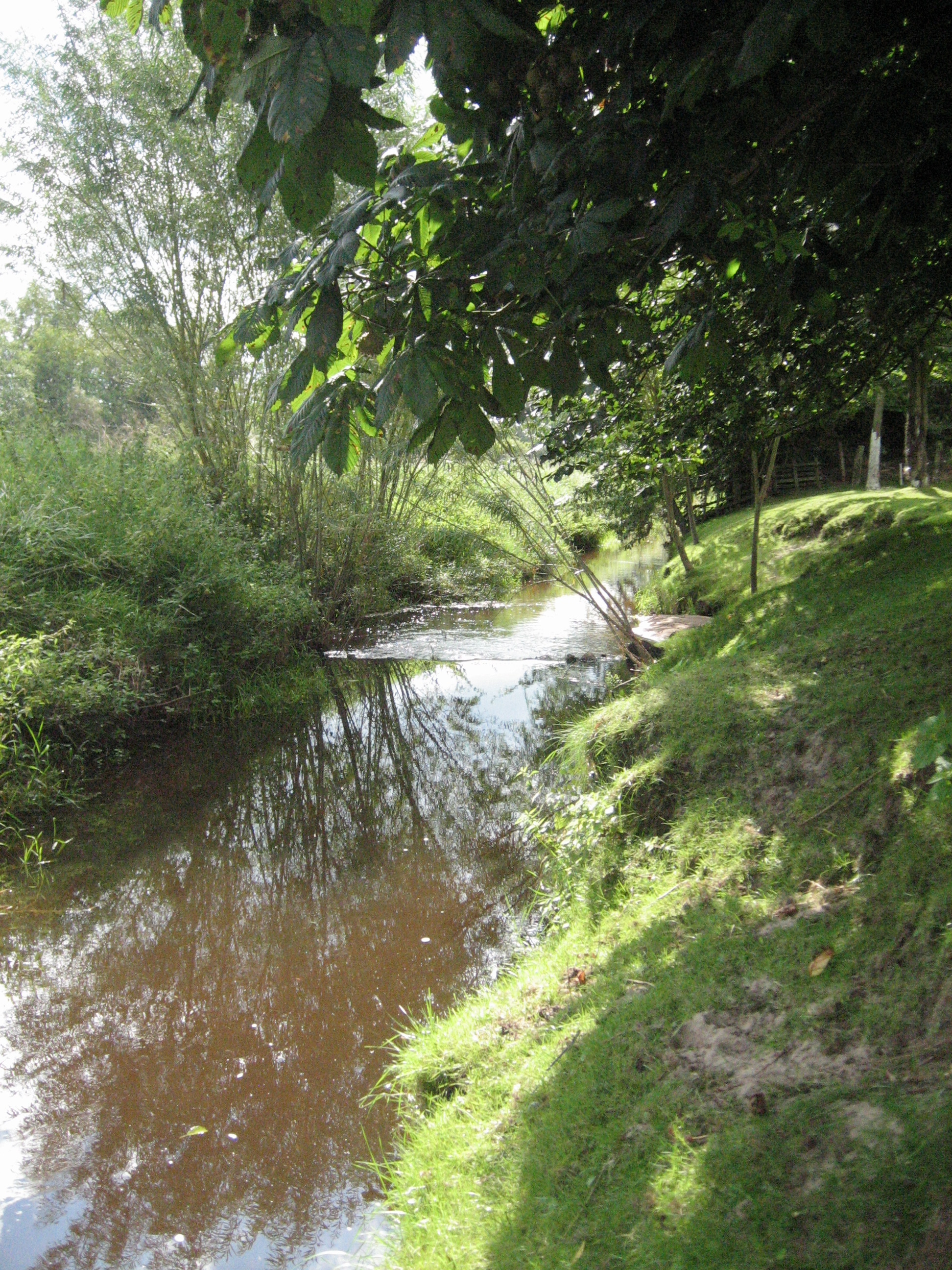
拉默河

拉默河（德語：Ramme），是德國的河流，位於該國西北部，由下薩克森州負責管轄，屬於奧斯特河的支流，河道全長17.5公里，河口處在錫滕森附近。

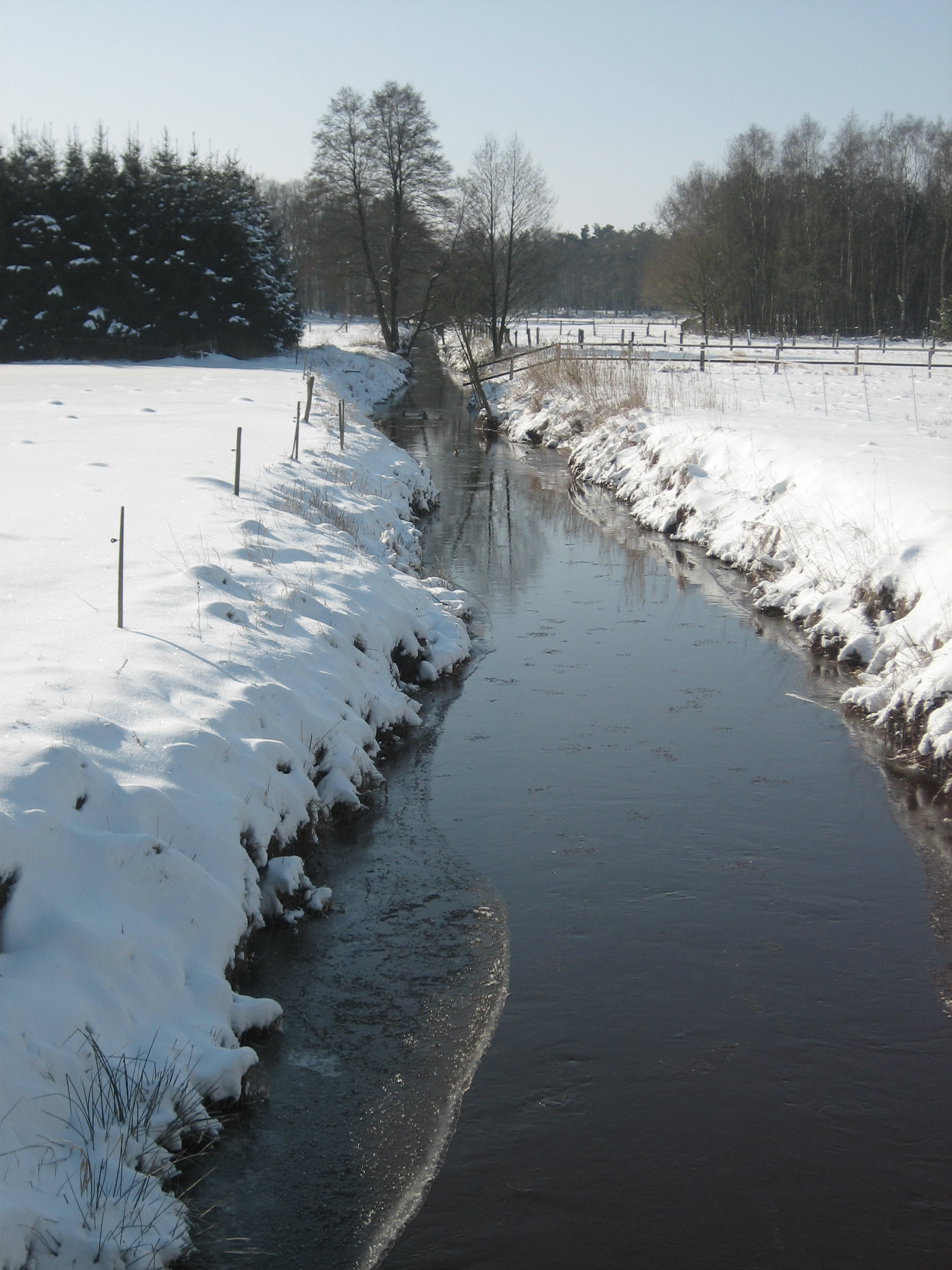
冬季雪景